# Arany Málna-megváltó díj
Az Arany Málna-megváltó díj  (angolul: Golden Raspberry Redeemer Award, röviden: Razzie Redeemer Award) a Los Angeles-i székhelyű Arany Málna Díj Alapítvány elismerése, amelyet 2015 óta ítél oda évente azon művészeknek, akik korábban Arany Málna díjat kaptak, vagy többszörös jelöltek voltak, de akik ezt követően olyan, kritikusok által is visszaigazolt szakmai fejlődést mutattak fel, ami „elismert művésszé” tette őket és / vagy alkotásaik kikerültek a „kereskedelmi kudarc” kategóriából. A díjjal úgymond megváltják, kiváltják korábbi Arany Málna díjaikat.
2018-tól kibővítették a díjban részesíthetők körét, így megkaphatja a franchise intézménye éppúgy, mint egy filmstúdió, vagy az egész „hollywoodi filmes álomvilág.”
A nyertes kiválasztása több száz akadémiai tag szavazata alapján történik, de egyes esetekben odaítélheti az alapítvány vezetősége külön szavaztatás nélkül is, mint ez történt 2017-ben és 2018-ban.
A jelöltek listáját minden év elején, az Oscar-díjra jelöltek kihirdetése előtti napon hozzák nyilvánosságra. A „nyertesek” megnevezése február végén, március elején, az Oscar-gála előtti napon történik, valamelyik hollywoodi rendezvényteremben tartott ünnepség keretében.
A díjhoz egy hagyományos, aranyszínű sprayjel festett műanyag Arany Málna trófea jár, amelyre „angyalszárnyakat” és glóriát erősítettek.

## Díjazottak és jelöltek
| „Győztes” – félkövérrel szedve, szürkéskék háttérrel |

### 2010-es évek
| Év   | „Győztesek” és jelöltek |
| ---- | --- |
| 2015 | Ben Affleck, az Arany Málna díjas Gengszter románctól Az Argo-akcióig és a Holtodiglanig |
| 2015 | Jennifer Aniston, a 4 Arany Málna-jelöléstől a Cake-ig |
| 2015 | Mike Myers, az Arany Málna díjas Love Gurutól a Supermensch: The Legend of Shep Gordon dokumentumfilm megrendezéséig |
| 2015 | Keanu Reeves, a 6 Arany Málna-jelöléstől a John Wickig |
| 2015 | Kristen Stewart, a hétszeres Arany Málna díjas Alkonyat – Hajnalhasadástól a Camp X-Rayig |
| 2016 | Sylvester Stallone, a „minden idők Razzie-bajnokától” a Creed: Apollo fia díjnyertes alakításig. |
| 2016 | Elizabeth Banks, a Razzie-„nyertes” Movie 43: Botrányfilmtől közvetlenül a 2015-ös Tökéletes hang 2. című sikerfilmig. |
| 2016 | M. Night Shyamalan, az állandó Razzie-jelölt és -„nyertes” rendezésektől közvetlenül a 2015-ös A látogatás című, sikeres horrorfilmig. |
| 2016 | Will Smith, A Föld után Razzie-„nyertes” alakításától a Sérülés főszerepéig. |
| 2017 | Mel Gibson, a 2015-ös legrosszabb férfi mellékszereplő jelölést feledtetve az Oscar-díj jelölt A fegyvertelen katona rendezésével. |
| 2018 | „Egy Biztonságos Hollywood-menedék, ahol a tehetséget védik, táplálják, és megfelelő kompenzációval hagyják virágozni.” |
| 2019 | Melissa McCarthy színésznő, aki kilépve megszokott karakteréből, a többszörös Arany Málna-jelöléstől eljutott egy kritikusok által is elismert szerephez a Megbocsátasz valaha? című filmben.                                                                     |
| 2019 | Tyler Perry színész, több Razzie-jelöltségből és a saját magának állított Madea-csapdából kitörve eljutott Colin Powell szerepéhez az Oscar- és a Golden Globe-favorit Alelnökben.                                                                                |
| 2019 | Peter Farrelly rendező, aki a Razzie-nyertes Movie 43: Botrányfilm és más olyan sekélyes alkotástól, mint például a Dumb és Dumber – Dilibogyók, eljutott a mélyen humanista és szívmelengető Zöld könyv – Útmutató az élethez társszerzőségéhez és rendezéséhez. |
| 2019 | Transformers (franchise), mely a Razzie-célpontul szolgáló Transformers fémkupacoktól eljut az olyan ártatlanabb és eredményesebb háromdimenziós megközelítéshez, mint az Űrdongó.                                                                                |
| 2019 | A Sony Pictures Animation stúdió, amely túltéve magát a többszörös Razzie-győztes Emoji-filmen, eljutott a kiemelkedő, kritikusok és közönség által is kedvelt Pókember: Irány a Pókverzum!-ig.                                                                   |

### 2020-as évek
| Év   | „Győztesek” és jelöltek |
| ---- | --- |
| 2020 | Eddie Murphy – A nevem Dolemite |
| 2020 | Jennifer Lopez – A Wall Street pillangói |
| 2020 | Keanu Reeves – John Wick: 3. felvonás – Parabellum és Toy Story 4.                                                                                                  |
| 2020 | Adam Sandler – Csiszolatlan gyémánt |
| 2020 | Will Smith – Aladdin |
| 2021 | Nem került kiosztásra |
| 2022 | Will Smith, aki eljutott a négyszeres Razzie-nyertes alakításoktól az Oscar-esélyes Richard királyban nyújtott teljesítményig                                       |
| 2022 | Jamie Dornan, aki az ötven árnyalatos filmektől a Belfastig emelkedett                                                                                              |
| 2022 | Nicolas Cage, aki a kilencszeres Razzie-jelöléstől jutott el a Disznó főszerepében nyújtott alakításig                                                              |
| 2023 | Colin Farrell, aki Nagy Sándor, a hódító alakításától felemelkedett A sziget szellemeiben nyújtott teljesítményig                                                   |
| 2023 | Val Kilmer, aki a Dr. Moreau szigetéről eljutott a Val című dokumentumfilmig                                                                                        |
| 2023 | Mark Wahlberg, aki a Transformer-filmektől eljutott a Stuart atya főhősének megformálásáig                                                                          |
| 2024 | Fran Drescher – 1998-as jelölt és a SAG-AFTRA jelenlegi elnöke, a színészcéh zseniális pásztorlásáért a hosszan tartó, és sikerrel végződött 2023-as sztrájk alatt. |
| 2025 | Pamela Anderson – Az utolsó táncosnő |
| 2025 | Megan Fox – Subservience |
| 2025 | Demi Moore – A szer |